# Tiểu đội cò bay
Tiểu đội cò bay (tên gốc tiếng Anh: Storks) là một phim hoạt hình máy tính 3D phiêu lưu hài hước và bạn bè của Mỹ năm 2016 được sản xuất bởi ba hãng phim Warner Animation Group, RatPac-Dune Entertainment và Stoller Global Solutions. Phim được đạo diễn bởi Nicholas Stoller và Doug Sweetland (sản phẩm điện ảnh ra mắt), với phần kịch bản được viết bởi Stoller và sự tham gia lồng tiếng của Andy Samberg, Katie Crown, Kelsey Grammer, Keegan-Michael Key, Jordan Peele, Anton Starkman, Jennifer Aniston, Ty Burrell, Danny Trejo, và Stephen Kramer Glickman.
Phim được ra mắt tại Los Angeles ngày 17 tháng 9 năm 2016, và được phát hành bởi Warner Bros. Pictures vào ngày 23 tháng 9 năm 2016, dưới định dạng 3D, IMAX cũng như các định dạng chiếu thông thường khác. Tiểu đội cò bay đã đạt doanh thu hơn 180 triệu USD trên toàn thế giới. Phim nhận được nhiều đánh giá từ hỗn tạp cho tới tích cực từ giới chuyên môn. Tại Việt Nam, Tiểu đội cò bay được ra mắt ngày 23 tháng 9 năm 2016, cùng ngày với thế giới.

## Nội dung
Bộ phim xoay quanh câu chuyện về chú cò sắp được thăng chức Junior của công ty vận chuyển Corner Store được giao nhiệm vụ phải “sa thải” cô bé loài người duy nhất – Tulip mồ côi khỏi công ty vì những rắc rối mà cô bé đem lại. Rắc rối to to, mới tinh mà Tulip gây ra chính là vô tình tạo ra một bé gái nằm ngoài kế hoạch bằng máy sản xuất dây chuyền đã ngừng hoạt động từ lâu trong nhà máy. Cả hai phải tìm cách đưa đứa trẻ này về nhà trước khi bị sếp lớn phát hiện. Và chuyến hành trình bắt đầu.

## Lồng tiếng
- Andy Samberg vai Junior[5][6]
- Katie Crown vai Tulip[6]
- Kelsey Grammer vai Hunter[6][7][8]
- Keegan-Michael Key và Jordan Peele vai sói Alpha và Beta[6][7]
- Anton Starkman vai Nate Gardner[6]
- Jennifer Aniston vai Sarah Gardner[6][8]
- Ty Burrell vai Henry Gardner[6]
- Stephen Kramer Glickman vai Bồ câu Toady[6]
- Danny Trejo vai Jasper
- Awkwafina vai Quail

Ike Barinholtz, Amanda Lund, và Jorma Taccone tham gia lồng tiếng cho những chú cò khác.

## Sản xuất
Dự án được công bố lần đầu tiên vào tháng 1 năm 2013, khi Warner Bros. thành lập một "think tank" hoạt hình cùng với một số đạo diễn và nhà biên kịch nhằm phát triển việc làm phim hoạt hình. Nicholas Stoller được hãng phim thuê để phát triển và biên kịch cho Tiểu đội cò bay, trong khi đó Doug Sweetland được chỉ định làm đạo diễn cho phim. Ngày 20 thang 4, 2015, Andy Samberg và Kelsey Grammer được thêm vào danh sách diễn viên lồng tiếng của phim, cùng lúc đó hãng phim cũng công bố Stoller và Sweetland sẽ là đồng đạo diễn cho phim điện ảnh 3D này, ngoài ra Stoller cũng sẽ đảm nhiệm vai trò sản xuất phim cùng với Brad Lewis. Ý tưởng điện ảnh ban đầu của phim được phát triển bởi Warner Bros. Animation. Sony Pictures Imageworks cung cấp dịch vụ hoạt họa cho phim. Keegan-Michael Key và Jordan Peele sau đó cũng được công bố nằm trong danh sách những diễn viên lồng tiếng cho phim. Ngày 15 tháng 6 năm 2016, Jennifer Aniston được công bố là sẽ tham gia dàn diễn viên lồng tiếng.

## Âm nhạc
Phần nhạc nền của Tiểu đội cò bay được biên soạn bởi Mychael và Jeff Danna. Album nhạc phim ngoài ra cũng có thêm "Holdin' Out", một bài hát được thể hiện bởi The Lumineers. Album được phát hành ngày 16 tháng 9 năm 2016 bởi WaterTower Music.
Danh sách bài hát
Tất cả nhạc phẩm được soạn bởi Mychael Danna và Jeff Danna (trừ "Holdin' Out").
| STT              | Nhan đề                                     | Thời lượng |
| ---------------- | ------------------------------------------- | ---------- |
| 1.               | "Stork Mountain"                            | 1:08       |
| 2.               | "Our New Phones"                            | 0:42       |
| 3.               | "Boss"                                      | 2:13       |
| 4.               | "Orphan Tulip"                              | 1:25       |
| 5.               | "I Want a Baby Brother"                     | 2:59       |
| 6.               | "Bored, Bored, Bored"                       | 0:36       |
| 7.               | "Ninja Force Attack"                        | 1:02       |
| 8.               | "Monumental Screw Up"                       | 1:40       |
| 9.               | "The Baby Factory"                          | 2:13       |
| 10.              | "Deliver This Thing"                        | 1:31       |
| 11.              | "Five More Minutes, And Then We Stop"       | 1:40       |
| 12.              | "Good Day Orphan Tulip"                     | 1:07       |
| 13.              | "Wolf Pack"                                 | 3:38       |
| 14.              | "Fleeting Moments, Precious Memories"       | 1:40       |
| 15.              | "You’ll Find Your Family"                   | 1:31       |
| 16.              | "Suddenly, You’re In a Suit"                | 0:54       |
| 17.              | "Wolf Pack Minivan"                         | 2:03       |
| 18.              | "Defusing Diamond Destiny"                  | 2:01       |
| 19.              | "I Have the Missing Piece"                  | 1:09       |
| 20.              | "Tulip’s Family"                            | 1:57       |
| 21.              | "Gentrification"                            | 1:36       |
| 22.              | "Return To Cornerstore"                     | 0:59       |
| 23.              | "They Don’t Deliver Babies"                 | 1:17       |
| 24.              | "Sphericus"                                 | 1:24       |
| 25.              | "Hand Over the Package"                     | 0:56       |
| 26.              | "A Million Babies"                          | 1:55       |
| 27.              | "Destroy the Baby Machine"                  | 2:07       |
| 28.              | "This Is Our Mission"                       | 1:16       |
| 29.              | "Always Deliver"                            | 2:03       |
| 30.              | "Holdin' Out" (biểu diễn bởi The Lumineers) | 3:06       |
| Tổng thời lượng: | Tổng thời lượng:                            | 49:49      |

## Phát hành
Tiểu đội cò bay ban đầu được lên lịch phát hành vào ngày 10 tháng 2 năm 2017, nhưng sau đó Warner Bros. đã sắp xếp lại cho The Lego Batman Movie phát hành vào ngày đó. Phim được công chiếu vào ngày 23 tháng 9 năm 2016, vốn ban đầu được dành để công chiếu The Lego Ninjago Movie, tuy nhiên phim điện ảnh này đã bị dời lịch xuống một năm. Tiểu đội cò bay được chiếu kèm với The Master, một phim ngắn năm phút dựa trên hình mẫu Lego Ninjago.

### Phương tiện tại gia
Tiểu đội cò bay được phát hành bởi Warner Home Video dưới định dạng đĩa Blu-ray (2D, 3D và 4K Ultra HD) và DVD vào ngày 20 tháng 12 năm 2016, và dưới dạng phim số trước đó vào ngày 6 tháng 12 năm 2016. Các sản phẩm phát hành đều đi kèm với phim ngắn The Master.